# Jaksin

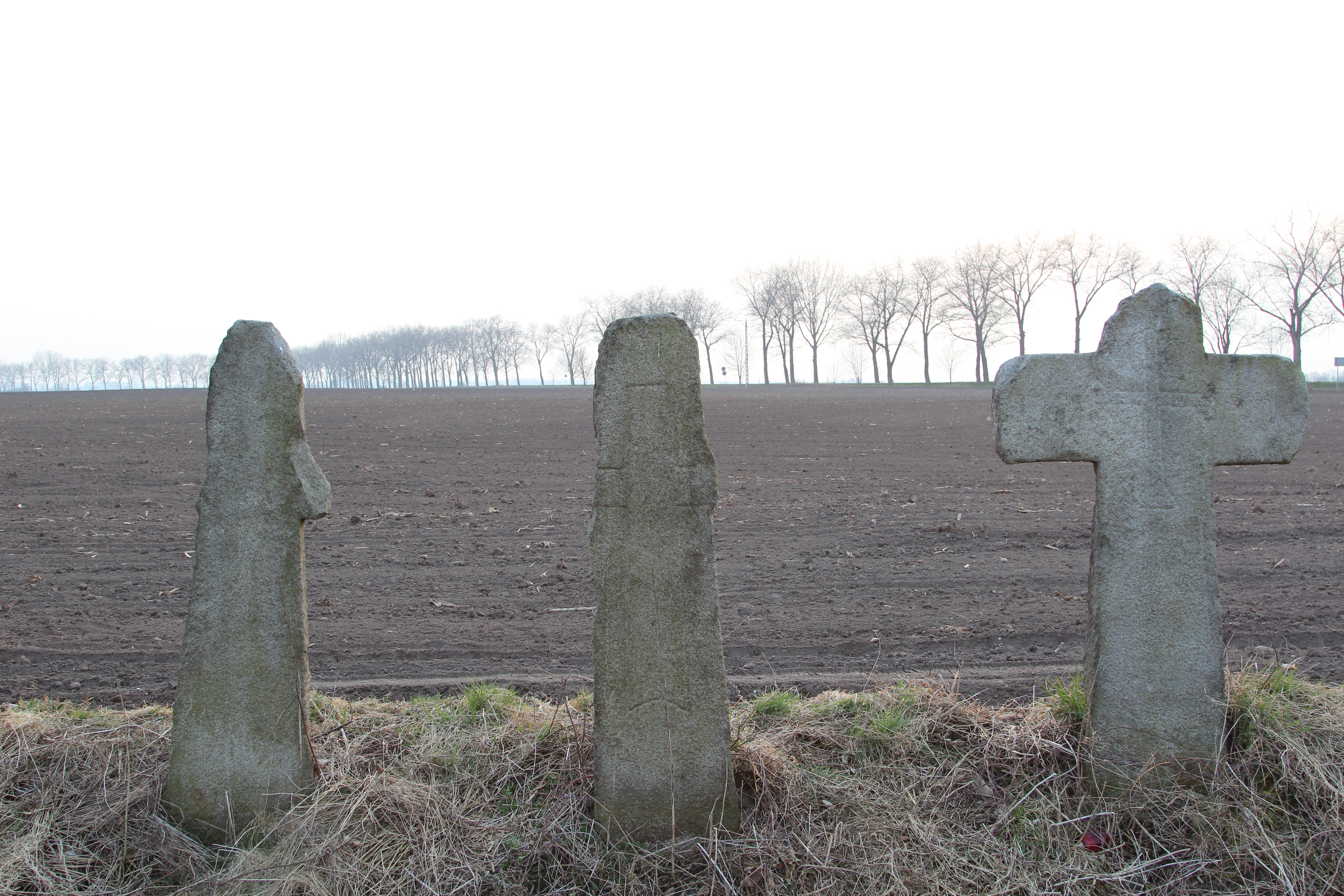
Sühnekreuze bei Jaksin

Jaksin (deutsch Jexau) ist ein Ort in der Landgemeinde Borów im Powiat Strzeliński (Kreis Strehlen) der Woiwodschaft Niederschlesien in Polen.

## Geographie
Jaksin liegt ca. sieben Kilometer südöstlich von Borów (Markt Bohrau), acht Kilometer nördlich von Strzelin (Strehlen) und 31 Kilometer südlich der Regionalhauptstadt Breslau. Nachbarorte sind Świnobród (Schweinbraten) im Westen, Jelenin (Hirschwaldau) im Nordwesten, Ludów Polski (Klein Lauden) im Südwesten, Pławna (Plohe) im Südosten und Kojęcin (Baumgarten) im Nordosten.

## Geschichte
Urkundlich erwähnt wurde der Ort 1332 als „Jexonowitz“, 1369 als „Jexin“, 1403 als „Jekzen“ und nach 1500 als „Jexow“. Territorial gehörte es zum Herzogtum Brieg, das nach dem Tod des Herzogs Georg Wilhelm I. als erledigtes Lehen durch Heimfall an Böhmen zurückfiel.
Nach dem Ersten Schlesischen Krieg fiel Jexau mit dem größten Teil Schlesiens 1741/42 von Preußen. Die alten Verwaltungsstrukturen wurden aufgelöst und Jexau in den Landkreis Strehlen eingegliedert, mit dem es bis 1945 verbunden blieb. 1845 zählte der Ort im Besitz einer verwitweten Frau von Schickfuß, 47 Häuser, ein herrschaftliches Vorwerk, eine Freischoltisei, 292 überwiegend evangelische Einwohner (elf katholisch), evangelische Kirche zu Großburg, katholische Kirche zu Groß-Lauden, eine Brennerei, vier Handwerker und vier Händler.
Als Folge des Zweiten Weltkrieges fiel Jexau zusammen mit fast ganz Schlesien an Polen. Nachfolgend wurde es in Jaksin umbenannt. Die einheimische deutsche Bevölkerung wurde – soweit sie nicht schon vorher geflohen waren – vertrieben. Die neu angesiedelten Bewohner waren teilweise Zwangsausgesiedelte aus Ostpolen, das an die Sowjetunion gefallen war. Von 1975 bis 1998 gehörte Jaksin zur Woiwodschaft Breslau.

## Wirtschaft und Infrastruktur
Die Gmina Borów, zu der Jaksin gehört, ist überwiegend landwirtschaftlich geprägt, da sich die Region durch hochwertige Böden auszeichnet, die hauptsächlich für den Weizenanbau genutzt werden. Zudem befinden sich in der Nähe wichtige Verkehrswege, u. a. die Bahnstrecke Wrocław–Międzylesie und die Autobahn A4.

## Sehenswürdigkeiten
In der Nähe von Jakxin befinden sich mehrere historische Kirchen und Sühnekreuze.